# 漳浦文庙
漳浦文庙位于中国福建省漳浦县城内后沟巷，1979年被列为县级文物保护单位，2005年被列为第六批福建省文物保护单位，2006年被列为第六批全国重点文物保护单位。
漳浦文庙始建于宋，重建于明洪武二年（1369年），明、清两朝屡有修葺，现仅存大成殿，面阔进深各五间，占地面积460平方米，抬梁、穿斗混用式木构架，重檐歇山顶，前檐下设廊，斗栱为六铺作单杪双下昂（假昂）。
漳浦文庙是1937年“漳浦事件”的旧址之一。